# Vicente Joaquim Zico
Dom Vicente Joaquim Zico CM • ComMM (Luz, 27 de janeiro de 1927 — Belém, 4 de maio de 2015) foi um bispo católico brasileiro, foi o 8º Arcebispo de Belém do Pará.  filho de Belchior Joaquim Zico e Anita Maria de Jesus, irmão de Dom Belchior Joaquim da Silva Neto, CM.

## Estudos
Fez seus estudos fundamentais em Luz e Dores do Indaiá, no período de 1934 a 1937. Seguiu estudos na Escola Apostólica do Caraça, Minas Gerais, no período de 1938 a 1942.
Ingressou na Congregação da Missão no dia 4 de fevereiro de 1943, onde professou no dia 19 de março de 1945.
Estudou Filosofia e Teologia em Petrópolis, no Seminário São Vicente de Paulo, no período de 1945 a 1950. Realizou estudos de pós-graduação em pastoral catequética, em Paris, França, no período de 1967 a 1969

## Presbiterado
Foi ordenado sacerdote no dia 22 de outubro de 1950, aos 23 anos de idade, pelas mãos de Dom Jorge Marcos de Oliveira (1915 – 1989).
Foi professor, diretor espiritual e reitor no Seminário da Prainha em Fortaleza (1952-1963); diretor espiritual da Associação dos Filhos de Maria de Fortaleza, atualmente a Juventude Mariana Vicentina de Fortaleza (1957-1963); ( reitor do Seminário São Vicente de Paulo, Petrópolis, Rio de Janeiro (1963-1966); conselheiro provincial da Província Lazarista do Rio de Janeiro; conselheiro geral da Congregação da Missão, na Cúria Generalícia em Roma, Itália.

## Episcopado

### Arcebispo coadjutor de Belém do Pará
A 5 de dezembro de 1980, Vicente Zico foi nomeado pelo Papa João Paulo II Arcebispo Coadjutor de Belém, com direito à sucessão.
Foi ordenado bispo no dia 6 de janeiro de 1981, aos 53 anos de idade, pelas mãos do Papa João Paulo II, na Basílica de São Pedro, em Roma, Itália. Foram concelebrantes de sua ordenação episcopal o Cardeal Giovanni Canestri e seu irmão Dom Belchior Joaquim da Silva Neto, CM.
Exerceu a função de Arcebispo Coadjutor de Belém no período de 1981 a 1990.
Foi assessor para a CNBB e Santa Sé, da Associação da Juventude Mariana Vicentina do Brasil de 1981 a 1990.

### Arcebispo de Belém do Pará
No dia 4 de julho de 1990 foi nomeado pelo Papa João Paulo II Arcebispo de Belém do Pará, sucedendo a Dom Alberto Ramos que renunciara ao completar 75 anos.
Foi membro da Comissão Episcopal Pastoral-Dimensão Missionária da CNBB, de 1987 a 1994; visitador apostólico dos seminários do Nordeste; vice-presidente e presidente da CNBB Norte 2; conselheiro da Pontifícia Comissão para a América Latina (Roma).
Em 1999, foi admitido à Ordem do Mérito Militar no grau de Comendador especial pelo presidente Fernando Henrique Cardoso.
Apresentou sua renúncia à Arquidiocese, conforme a norma canônica, aos 75 anos, em 2002 que só foi aceita pelo Papa em 2004.
Como arcebispo emérito de Belém do Pará, fixou residência na cidade, onde faleceu no dia 4 de maio de 2015.

### Sucessão
Dom Vicente Joaquim Zico foi o 8º Arcebispo de Belém do Pará, sucedeu a Dom Alberto Gaudêncio Ramos (1915 – 1991) e teve como sucessor Dom Orani João Tempesta, O.Cist. (1950 – ).

### Brasão de Armas Episcopais
Conforme a descrição oficial disponível no portal da Arquidiocese de Belém, o brasão de Sua Excelência é assim definido:
Descrição
No campo tripartido, a estrela ilumina os dois flancos que contêm o pão da palavra e o da Eucaristia banhados pelas águas do Rio Mar.
Motto
‘’Cum Maria Mater Iesu’’  (Com Maria, mãe de Jesus)
Comentário
Brilha no céu a estrela da evangelização para realizar em Belém, "Casa do Pão" o próprio Cristo, lux mundi e "o Caminho, a Verdade e a Vida". O Pão da Palavra – Palavra de Deus – está simbolizado no livro aberto destacando "o Alpha e o Omega", Princípio e Fim ( Apoc. 22,13 ). O Pão Eucarístico, fonte e ápice da liturgia ( S.C. 536, 537 ) prefigura-se no cálice e no pão, como síntese da Missão Apostólica. O ministério do Arcebispo é exercido sob a proteção materna de Maria Mãe de Jesus. O lema "Cum Maria Matre Iesu" ( At. 1, 14 ) se reporta aos Apóstolos que "voltaram a Jerusalém a espera do Espírito Santo, perseverando na Oração" com Maria Mãe de Jesus. A escolha do lema quer ser homenagem à excelsa Padroeira dos Paraenses, a Virgem de Nazaré, e também testemunho filial a João Paulo II, o Papa que o chamou ao episcopado, e o ordenou Bispo, tendo como lema Pontifício "Totus Tuus".
Insígnias
Chapéu prelatício com quatro fileiras de bordas verdes e douradas e cruz processional com dois cortes envolta no pálio, distintivo do arcebispo.

### Ordenações episcopais
Dom Vicente foi o principal sagrante dos seguintes bispos:
1. Dom Pedro José Conti (1996)
2. Dom Carlos Verzeletti (1996)

Foi concelebrante da sagração episcopal de:
1. Dom José Luis Azcona Hermoso, OAR
2. Dom José Carlos Melo, CM
3. Dom José Carlos Chacorowski, CM
4. Dom Fernando Barbosa dos Santos, CM

## Falecimento
Dom Vicente Joaquim Zico, faleceu no dia 4 de maio de 2015, às 16:10, na residência arquiepiscopal, em Belém do Pará, depois de alguns dias de enfermidade. Foi sepultado na Catedral Metropolitana de Belém no dia 6 de maio.

### Homenagens póstumas
- Luto oficial — Prefeitura Municipal de Belém[2]
- Luto oficial — Governo do Estado do Pará[3]
- Luto oficial — Prefeitura Municipal de Luz[4]